# (500643) 2012 VO5
(500643) 2012 VO5 es un asteroide perteneciente al cinturón de asteroides, región del sistema solar que se encuentra entre las órbitas de Marte y Júpiter, descubierto el 9 de octubre de 2012 por el equipo del Mount Lemmon Survey desde el Observatorio del Monte Lemmon, Arizona, Estados Unidos.

## Designación y nombre
Designado provisionalmente como 2012 VO5. 

## Características orbitales
2012 VO5 está situado a una distancia media del Sol de 3,140 ua, pudiendo alejarse hasta 3,351 ua y acercarse hasta 2,930 ua. Su excentricidad es 0,067 y la inclinación orbital 9,836 grados. Emplea 2033,26 días en completar una órbita alrededor del Sol.

## Características físicas
La magnitud absoluta de 2012 VO5 es 16,1. 